# Anthophorini
Gli Anthophorini Dahlbom, 1835 sono una tribù di imenotteri apoidei della sottofamiglia Apinae, in passato inquadrati in una famiglia a sé stante (Anthophoridae). 

## Descrizione
La nervatura alare presenta la morfologia ricorrente fra gli Apoidea. 
Gli elementi morfologici che consentono di distinguere gli Anthophorini dalle altre Apidae sono:
- la cellula marginale, larga ad apici arrotondati, è relativamente corta, più corta delle tre cellule submarginali messe insieme
- la terza cellula sub-marginale è più piccola della somma della prima e della seconda
- la seconda cellula marginale non è mai incassata sotto la prima
- la seconda e la terza vena trasversa hanno simile lunghezza
- la prima vena ricorrente raggiunge la vena-M circa a metà strada tra la prima e la seconda vena trasversa, vicino al centro della seconda cellula sub-marginale
- la terza vena cubitale-trasversa incrocia vicino al centro della cellula radiale

## Biologia

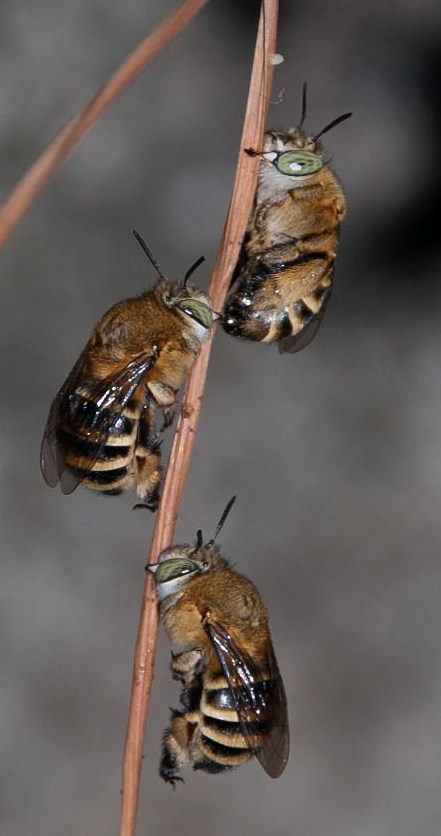
Maschi di Amegilla sp. in posizione di riposo.

Sono api solitarie che nidificano prevalentemente in semplici cavità scavate nel suolo, nel legno secco o in cavità preesistenti: ciascuna femmina, dopo la fecondazione, costruisce un nido formato da una serie di cellette, poi le riempie di nettare e di polline impastati, ed in ultimo depone  un uovo in ciascuna celletta. Le larve si sviluppano esclusivamente grazie a queste provviste, senza ricevere ulteriore cura dalla madre.
Una singolare abitudine dei maschi di questa tribù, ma non esclusiva di essa, è quella di dormire aggrappati per le mandibole ai fusti o alle foglie delle piante.

## Distribuzione e habitat
Le specie di questa tribù hanno una distribuzione cosmopolita.

## Tassonomia
La tribù comprende oltre 700 specie suddivise in 7 generi:
- Amegilla Friese, 1897 (> 250 spp.)
- Anthophora Latreille, 1803 (> 350 spp.)
- Deltoptila LaBerge & Michener, 1963 (10 spp.)
- Elaphropoda Lieftinck, 1966 (11 spp.)
- Habrophorula Lieftinck, 1974 (3 spp.)
- Habropoda Smith, 1854 (60 spp.)
- Pachymelus Smith, 1879 (20 spp.)

La maggior parte delle specie appartiene ai generi Amegilla e Anthophora.

### Specie presenti in Italia
In Italia sono presenti le seguenti specie:
Genere Amegilla
- Amegilla albigena (Lepeletier, 1841)
- Amegilla fasciata (Fabricius, 1775)
- Amegilla garrula (Rossi, 1790)
- Amegilla ochroleuca (Pérez, 1879)
- Amegilla quadrifasciata (Villers, 1789)
- Amegilla salviae (Morawitz, 1876)
- Amegilla savignyi (Lepeletier, 1841)
- Amegilla velocissima (Fedtschenko, 1875)

Genere Anthophora
- Anthophora agama Radoszkowski, 1869
- Anthophora atroalba Lepeletier, 1841
- Anthophora balneorum Lepeletier, 1841
- Anthophora belieri Dours, 1869
- Anthophora biciliata Lepeletier, 1841
- Anthophora bimaculata (Panzer, 1798)
- Anthophora canescens Brullé, 1832
- Anthophora crassipes Lepeletier, 1841
- Anthophora dispar Lepeletier, 1841
- Anthophora dufourii Lepeletier, 1841
- Anthophora femorata (Olivier, 1789)
- Anthophora fulvipes Eversmann, 1846
- Anthophora fulvitarsis Brullé, 1832
- Anthophora fulvodimidiata Dours, 1869
- Anthophora furcata (Panzer, 1798)
- Anthophora laevigata Spinola, 1808
- Anthophora larvata Giraud, 1863
- Anthophora plagiata (Illiger, 1806)
- Anthophora plumipes (Pallas, 1772)
- Anthophora podagra Lepeletier, 1841
- Anthophora pruinosa Smith, 1854
- Anthophora pubescens (Fabricius, 1781)
- Anthophora quadricolor (Erichson, 1840)
- Anthophora quadrimaculata (Panzer, 1798)
- Anthophora retusa (Linnaeus, 1758)
- Anthophora robusta (Klug, 1845)
- Anthophora salviae (Panzer, 1804)
- Anthophora senescens Lepeletier, 1841
- Anthophora sichelii Radoszkowski, 1868
- Anthophora subterranea Germar, 1826
- Anthophora uniciliata Sichel, 1860